# Pogorăști
Pogorăști – wieś w Rumunii, w okręgu Botoszany, w gminie Răuseni. W 2011 roku liczyła 156 mieszkańców.